# Hercostomus mentougouensis
Hercostomus mentougouensis är en tvåvingeart som beskrevs av Zhang, Yang och Patrick Grootaert 2003. Hercostomus mentougouensis ingår i släktet Hercostomus och familjen styltflugor. Inga underarter finns listade i Catalogue of Life.